# گولیای-گرود

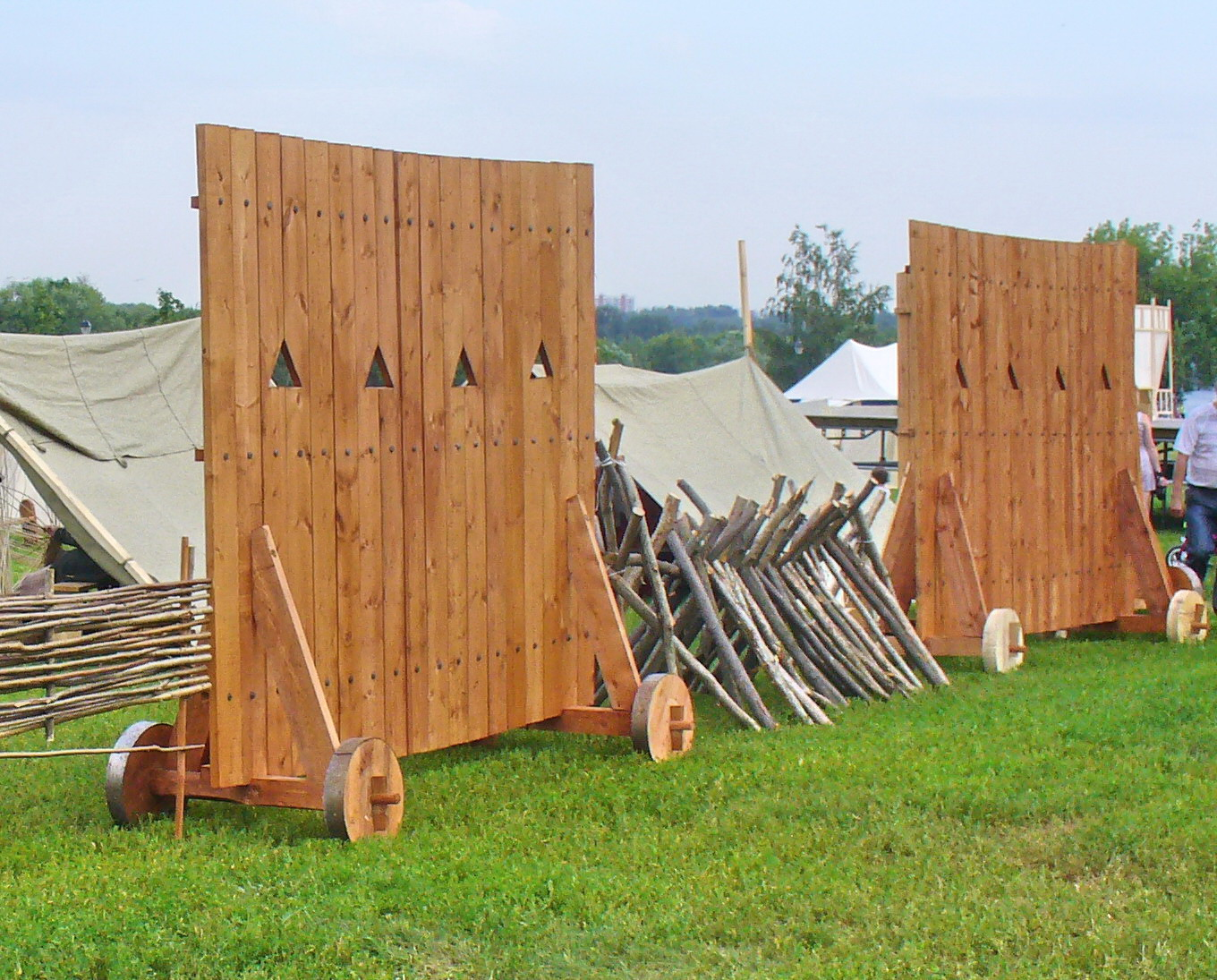
بازسازی شهر پیاده‌رو

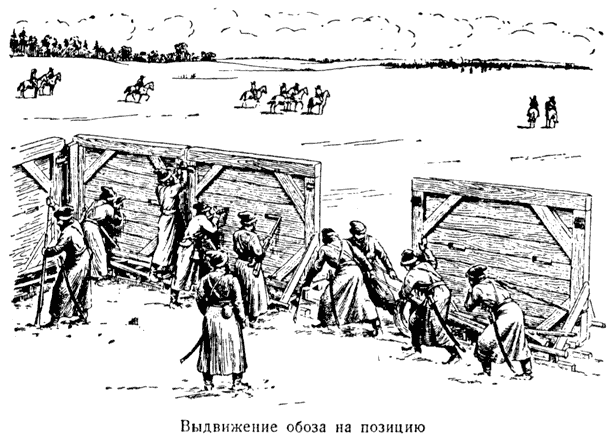
نگه‌‌داشن سپر ها موقعیت

گولیای-گرود (Gulyay-gorod) (روسی: Гуля́й-го́род، به معنای "شهر پیاده‌رو") استحکاماتی متحرک بود که توسط ارتش روسیه میان سده‌های شانزده و هفده میلادی به کار می‌رفت.

## تاریخچه و واژه‌شناسی
کاربرد لفظ گولیای-گرود یا شهر پیاده‌رو به منابع دوران ۱۵۳۰ و در دوران جنگ‌های روس و کازان‌ برمی‌گردد، و آن را نه به عنوان یک دژ واگن بلکه برج محاصره می‌‌پنداشتند. در آینده این لفظ، موانع متحرکی همچون اسب فریزلندی را نیز پوشش داد که احتمالا از نظر لغوی از "واگنبورگ" یا دژ واگن آلمانی گرفته شده باشد. در آغاز از آن برای پوشش دادن توپخانه در زمان حمله به دژها به کار می‌رفت. در سال ۱۵۷۲ گولیای-گرود به طور موفق‌آمیزی توسط فرمانده پرنس میخائیل وروتینسکی در نبرد مولُدی به کار رفت و بدین ترتیب، در سالهای پیش‌رو، کاربرد گولیای-گرود گسترده‌تر شد، و این سپرهای از پیش ساخته شده نه تنها در قلعه‌های مرزی، بلکه در نزدیکی مسکو نیز ذخیره‌سازی شدند. برای حمل و نقل گولیای-گرودها و تجهیزات آن یک وُیوود ویژه (عنوانی برای رهبری نظامی یا جنگ سالاری در اروپای مرکزی، جنوب شرقی و شرقی در آغازین سال‌های سده میانی) منصوب می‌شد که یک دسته سواره‌نظام جداگانه برای شناسایی داشت.
در پایان سده شانزدهم میلادی، لفظ "گولیای-گرود" به تدریج با لفظ "اُبُز" به معنای "ترن واگن" جایگزین شد. یک شاهد عینی روسی در میانۀ تهاجمات تاتارهای کریمه در سال ۱۵۹۱ توضیح می‌دهد که چگونه نیرو‌های روسی به موسکو عقب‌نشینی کرده و با استفاده از "ترن واگن‌ها" — "یا با نام پیشینش گولیای-گرود" از خود دفاع کردند. در آغازین‌‌سالهای سده هفدهم، یک لفظ دیگر برای استحکامات متحرک رواج پیدا می‌کند- "تابور".
بعدها کازاک‌های زاپوروزی از این نوع استحکامات به طور گسترده استفاده کرند. در سال ۱۶۹۴ و در هتمانات کازاک، بوگدان خملنیتسکی، گولیای-گرود بسیار بزرگی برای محاصره دژ زباراژ ساخته‌شده بود.
این استحکامات با افزایش یا گسترش کاربرد توپخانه‌های زمینی کاربرد خود را کم کم از دست داد و بعدها این لفظ روسی در معنایی گسترده‌تر برای استحکامات متحرک بیگانه، از جمله دژ واگن‌های هوسی‌ها به کار رفت.

## طراحی و تدابیر جنگی
قشون‌های روسی معمولا گولیای-گرودها را به طور سپرهای از پیش ساخته شده بزرگ به اندازۀ دیوار (با سوراخ‌هایی ایجاد شده برای قرار گرفتن تفنگ‌)، بر روی چرخ یا سورتمه نصب می‌کردند که نشان از پیشرفت تمام و کمال دژ واگن‌ها بود. از نظر کاربردی، سپرهای قابل نصب به جای واگن‌های زرهی دائمی هزینۀ کمتری داشت و امکان مونتاژ تنظیمات احتمالی بیشتری را فراهم می‌کرد. گولیای-گرودها برای سواره‌نظام‌های تاتار پناه‌گاهی متحرک و رسوخ‌ناپذیری فراهم می‌کرد؛ از اینجا بود که سواره‌ها می‌توانستند حملاتی ترتیب دهند که تعجب دشمن را برانگیزد. همانطور که در سال ۱۵۷۲ رخ داد، یکی از تدابیر جنگی پیش و پا افتاده در استفاده از این سپرها، کمین آتشین نام داشت، که در آن حریف توسط یک عقب‌نشینی نمادین فریب‌ خورده و سپس از سوی گولیای-گرودها به آنها حمله می‌شد.

## همچنان ببینید
- باتری- برج
- دژ واگن
- ترس (جنگ افزار)
- گرود

## ارجاع
1. ↑  Kurbatov, O. A. (2014). Военная история русской Смуты начала XVII века (به روسی). Moscow: Kvadriga. pp. 15–20. ISBN 978-5-91791-146-5.
2. ↑  Kurbatov, O. A. (2014). Военная история русской Смуты начала XVII века (به روسی). Moscow: Kvadriga. pp. 15–20. ISBN 978-5-91791-146-5.